# Оисо
Оисо (яп. 大磯町 О:исо-мати) — посёлок в Японии, находящийся в уезде Нака префектуры Канагава. Площадь посёлка составляет 17,18 км², население — 32 420 человек (1 августа 2014), плотность населения — 1887,08 чел./км².

## Географическое положение
Посёлок расположен на острове Хонсю в префектуре Канагава региона Канто. С ним граничит город Хирацука.

## Население
Население посёлка составляет 32 420 человек (1 августа 2014), а плотность — 1887,08 чел./км². Изменение численности населения с 1980 по 2005 годы:
| 1980 | 29 931 чел. |  |
| 1985 | 31 211 чел. |  |
| 1990 | 31 599 чел. |  |
| 1995 | 32 285 чел. |  |
| 2000 | 32 259 чел. |  |
| 2005 | 32 590 чел. |  |

## Символика
Деревом посёлка считается Pinus thunbergii, цветком — Calystegia soldanella, птицей — сизая чайка.

## Города-побратимы
- Коморо, Япония (1968)
- Дейтон, США (1968)
- Ямагути, Нагано, Япония (1973)
- Расин, США (1982)